# Domažlice
Domažlice (en checo: [ˈdomaʒlɪtsɛ]ⓘ; en alemán: Taus) es una ciudad de la República Checa en la Región de Pilsen.

## Historia

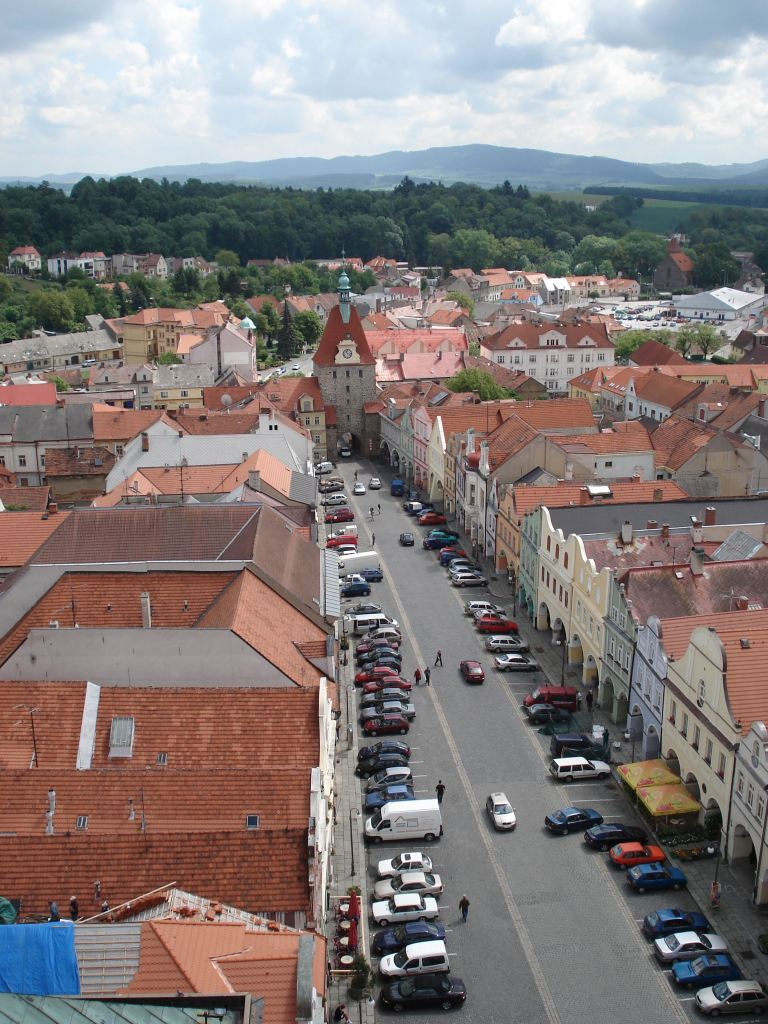
Centro de Domažlice

Domažlice accedió al estatus de ciudad durante el reinado de Otakar II de Bohemia. Este hizo fortificar la ciudad a fin de defender la frontera con Baviera. Los guardas de las fronteras estaban reclutados entre los chodes, un pueblo de granjeros establecidos en la zona. 
La ciudad fue atacada y ocupada por Baviera en diversas ocasiones entre 1331 a 1419. Bajo el revuelta de Jan Hus, los alemanes fueron expulsados de la ciudad y desde entonces la población fue predominantemente checa. En 1431 Procopio el Grande venció a los croatas del Sacro Imperio Romano Germánico junto a Domažlice. La ciudad cambió de manos varias veces entre los siglos XV y XVI, pero su importancia decayó después de la guerra de los Treinta Años. No fue hasta 1770 cuando la ciudad volvió a experimentar una mejora gracias a la industria textil. 
En el contexto del Renacimiento nacional checo, Domažlice tomó una plaza central durante el siglo XIX. La peregrinación religiosa del 13 de agosto de 1938 se transformó en una manifestación contra la ocupación alemana. En 1945 la ciudad fue liberada por el ejército de los Estados Unidos.

## Personas notables
- Jiří Vaněk (n. 1978), tenista.

## Hermanamientos
- Furth im Wald,  Alemania
- Furth bei Göttweig,  Austria
- Ludres,  Francia